# プラット・アンド・ホイットニー・カナダ PW100

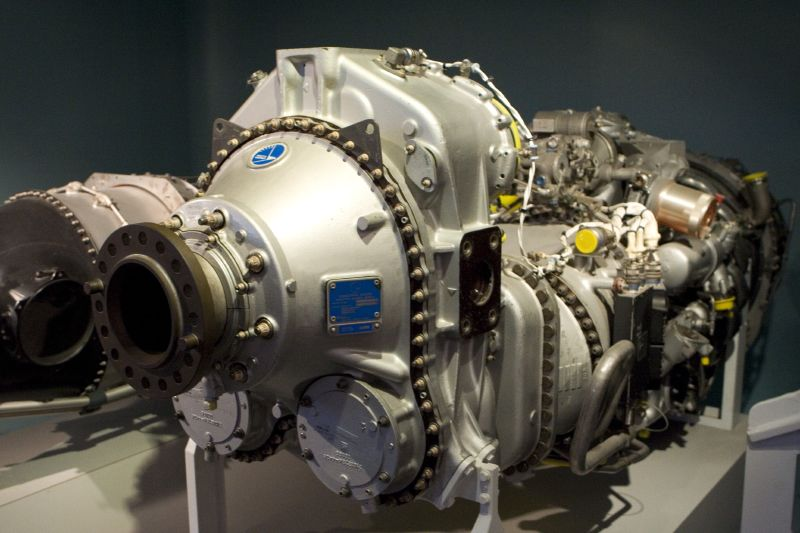
カナダ航空博物館のPW120

プラット・アンド・ホイットニー・カナダ PW100は、プラット・アンド・ホイットニー社のカナダを拠点とする子会社であるプラット・アンド・ホイットニー・カナダが製造している、2,000-5,000馬力（1,500-3,700kW）クラスのターボプロップエンジンファミリーである。

## 概要
PW100は、比較的珍しい3シャフトの基本構成を使用している。この基本構成を使用しているほかのエンジンとしては、ロールス・ロイス ジェムとユーロプロップ・インターナショナル TP400-D6がある。PW100では、1段の低圧タービンで駆動される遠心式の低圧圧縮機（3ステージ低圧圧縮機を使用するPW150を除く）が、1段の高圧タービンで駆動される遠心式の高圧圧縮機を過給する。出力は、2段のフリー（パワー）タービンに接続された第3のシャフトを経由して、オフセットされた減速ギアボックスに伝えられる。
このエンジンは、1984年から使用開始された。80年代-90年代にかけて毎年のように小規模な改良が施されている。外形寸法はほぼ同じで、互いに互換性を持つ形式が多い。

## 派生機種

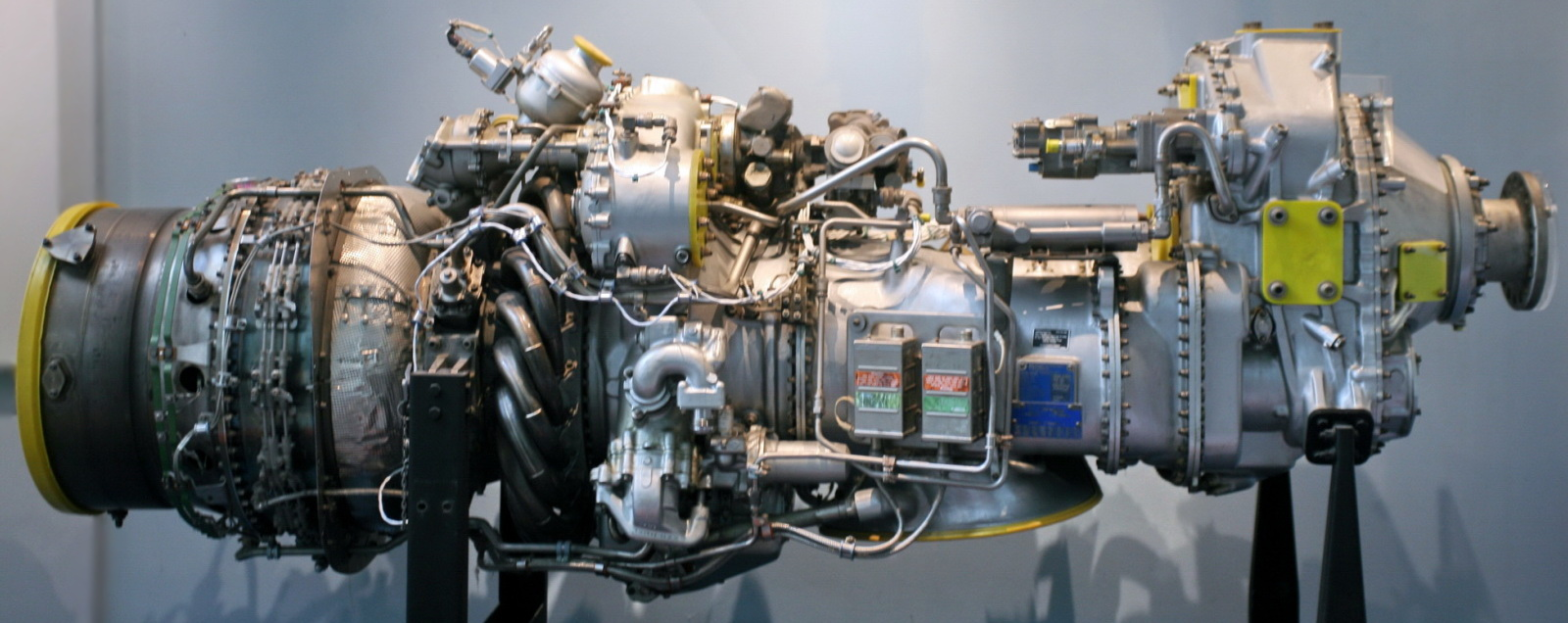
PW123

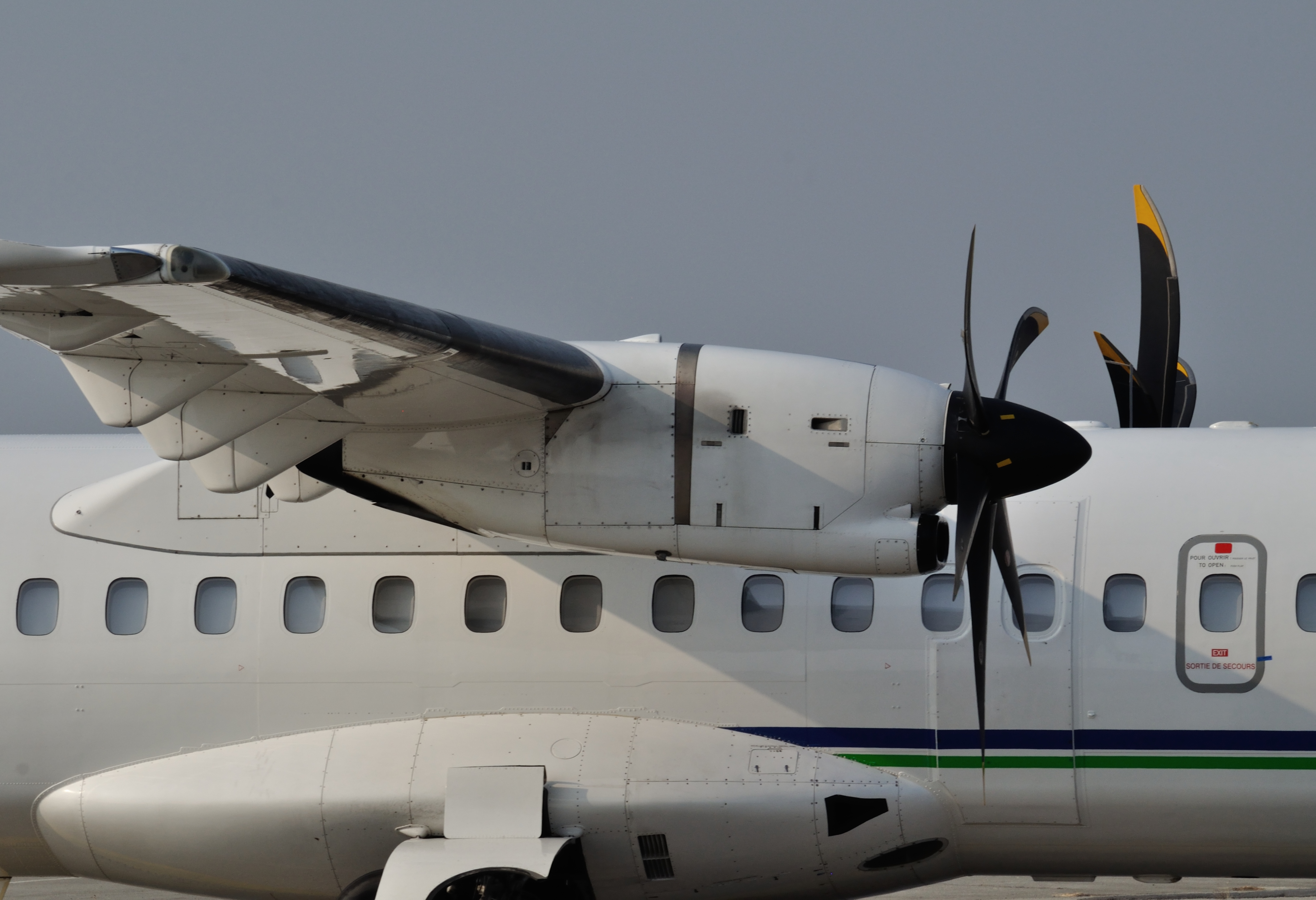
PW127E

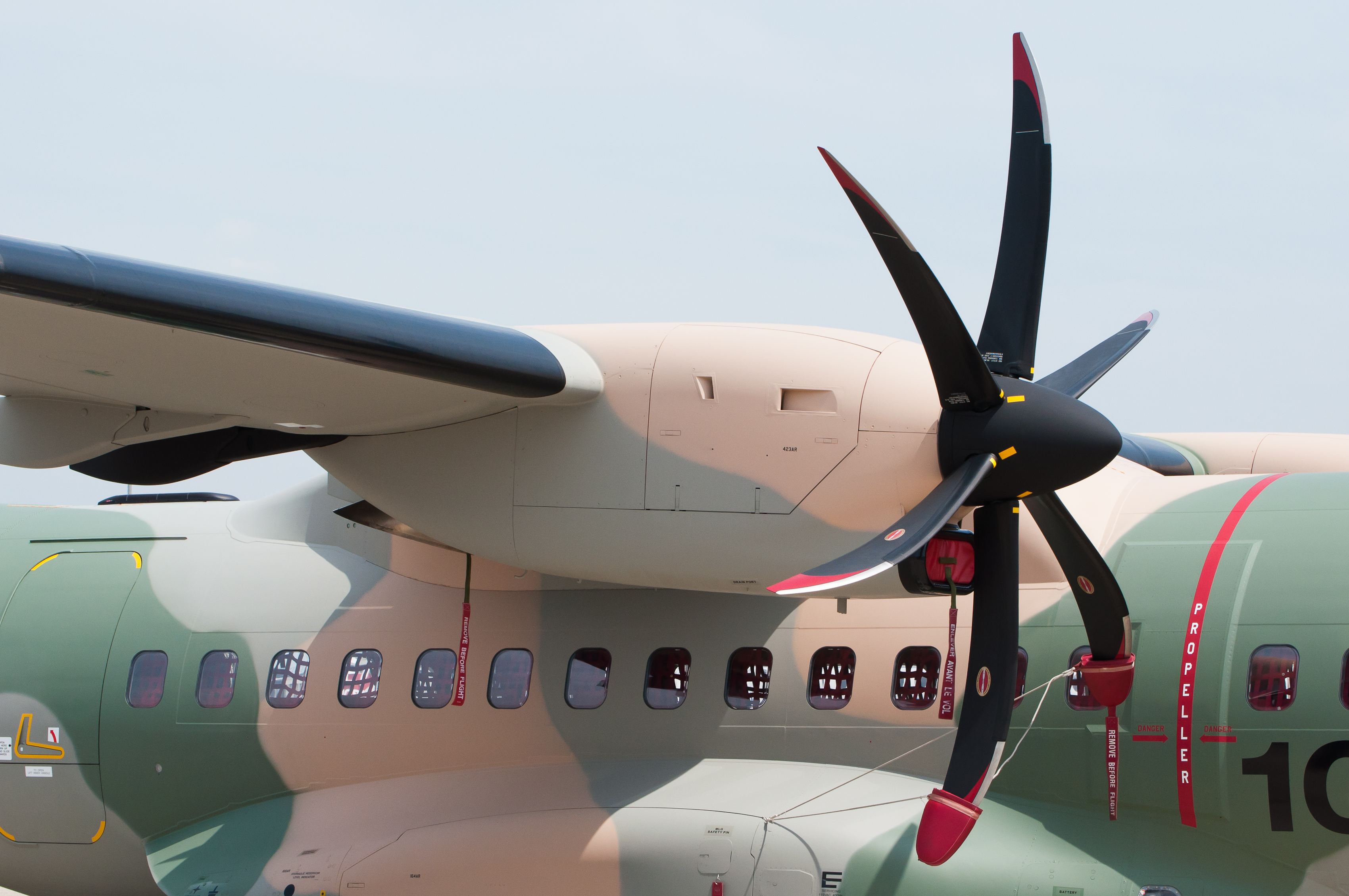
PW127G

PW115
現在は使用されていない。エンブラエル EMB 120に使用されていた。
PW118
1986年に認証取得。最大連続定格1,892 shp (1,411 kW)、PW118Aへ換装可能。
PW118A
1987年に認証取得。最大連続定格1,893 shp (1,412 kW)、PW118Bへ換装可能。
PW118B
1996年に認証取得。最大連続定格1,892 shp (1,411 kW)
PW119
現在は使用されていない。
PW119A
1992年に認証取得。最大連続定格1,948 shp (1,453 kW)、PW119Bへ換装可能。
PW119B
1993年に認証取得。最大連続定格1,941 shp (1,447 kW)、PW119Cへ換装可能。
PW119C
1995年に認証取得。最大連続定格1,941 shp (1,447 kW)、PW119Bへ換装可能。
PW120
1983年に認証取得。最大連続定格1,787 shp (1,333 kW)、PW121へ換装可能。
PW120A
1984年に認証取得。最大連続定格1,892 shp (1,411 kW)、PW121へ換装可能。
PW121
1987年に認証取得。最大連続定格2,044 shp (1,524 kW)、PW120へ換装可能。
PW121A
1995年に認証取得。最大連続定格1,992 shp (1,485 kW)。
PW123
1987年に認証取得。最大連続定格2,261 shp (1,686 kW)、PW123B, C, DまたはEへ換装可能。
PW123AF
1989年に認証取得。最大連続定格2,261 shp (1,686 kW)、PW123へ換装可能。
PW123B
1991年に認証取得。最大連続定格2,262 shp (1,687 kW)、PW123へ換装可能。
PW123C
1994年に認証取得。最大連続定格2,054 shp (1,532 kW)、PW123またはDへ換装可能。
PW123D
1994年に認証取得。最大連続定格2,054 shp (1,532 kW)、 PW123またはCへ換装可能。
PW123E
1995年に認証取得。最大連続定格2,261 shp (1,686 kW)、PW123へ換装可能。
PW124
現在は使用されていない。
PW124A
現在は使用されていない。
PW124B
1988年に認証取得。最大連続定格2,522 shp (1,881 kW)、PW123またはPW127へ換装可能。
PW125
現在は使用されていない。
PW125A
現在は使用されていない。
PW125B
1987年に認証取得。最大連続定格2,261 shp (1,686 kW)。
PW126
1987年に認証取得。最大連続定格2,323 shp (1,732 kW)、PW123またはPW126Aへ換装可能。
PW126A
1989年に認証取得。最大連続定格2,493 shp (1,859 kW)、PW123またはPW127Dへ換装可能。
PW127
1992年に認証取得。最大連続定格2,619 shp (1,953 kW)、PW127C,EまたはFへ換装可能。
PW127A
1992年に認証取得。最大連続定格2,620 shp (1,950 kW)、PW127Bへ換装可能。
PW127B
1992年に認証取得。最大連続定格2,619 shp (1,953 kW)。
PW127C
1992年に認証取得。最大連続定格2,880 shp (2,150 kW)。
PW127D
1993年に認証取得。最大連続定格2,880 shp (2,150 kW)、PW127Bへ換装可能。
PW127E
1994年に認証取得。最大連続定格2,516 shp (1,876 kW)、PW127Mへ換装可能。
PW127F
1996年に認証取得。最大連続定格2,619 shp (1,953 kW)、PW127Mへ換装可能。
PW127G
1997年に認証取得。最大連続定格3,058 shp (2,280 kW)。
PW127H
1998年に認証取得。最大連続定格2,880 shp (2,150 kW)。
PW127J
1999年に認証取得。最大連続定格2,880 shp (2,150 kW)。
PW127M
2007年に認証取得。最大連続定格2,619 shp (1,953 kW)。
PW150A
1998年6月24日に認証取得。最大連続定格5,071 shp (3,781 kW)、7,000 shp (5,220 kW)まで向上可能。遠心NLユニットに代わり3段軸流圧縮機を装備する。ボンバルディア Q400に搭載。
ST18M
PW100の海上運用型。
ST40M
PW150Aの海上運用型。
注: 軸出力はいずれもタービン排気による推力相当分を加算した総計等価（軸）馬力 (equivalent shaft horse power; eshp) である。

## 仕様
一般的特性
- 形式: ターボプロップ
- 全長: 2,134mm
- 直径: 838mm
- 乾燥重量: 単体で929ポンド、補機類と潤滑油を含めると1,064ポンド[2]

構成要素
- 圧縮機: 低圧と高圧の独立した遠心式圧縮機[2]
- 燃焼器: アニュラー反転流式燃焼器[2]
- タービン: 2段式（高圧・低圧）の軸流式フリータービン[2]
- 使用燃料: JET A
- 潤滑システム: 内蔵[2]

性能
- 出力: pw120 離陸時 1,800shp Rto 2,000shp pw121 離陸時 1,900shp Rto 2,100shp pw124 離陸時 2,160shp Rto 2,400shp pw127 離陸時 2,475shp Rto 2,750shp（Rto=離陸時予備出力）（shp=軸馬力）[2]
- タービン入口温度: 離陸時予備出力 最大816度 始動時 最大950度 5秒間[2]
- 出力重量比:

## 比較
| エンジン   | 軸出力（kW） | 連続出力（kW） | 乾燥重量（kg） | 圧縮比 | 直径（mm） | 全長（mm） |
| ---------- | ------------ | -------------- | -------------- | ------ | ---------- | ---------- |
| PW121      | 1,603        |                | 425            |        | 838        | 2,134      |
| PW123      | 1,775        |                | 450            |        | 838        | 2,134      |
| PW127E     | 1,790        |                | 481            |        | 838        | 2,134      |
| PW127F     | 2,051        |                | 450            |        | 838        | 2,134      |
| PW127H/J/M | 2,051        |                | 481            |        | 838        | 2,134      |
| PW150A     | 3,781        |                | 716.9          |        | 1,105      | 2,423      |

## 搭載機種

### 航空機
- ATR 42（PW127E）
- ATR 72（PW127F）
- BAe ATP（PW126）

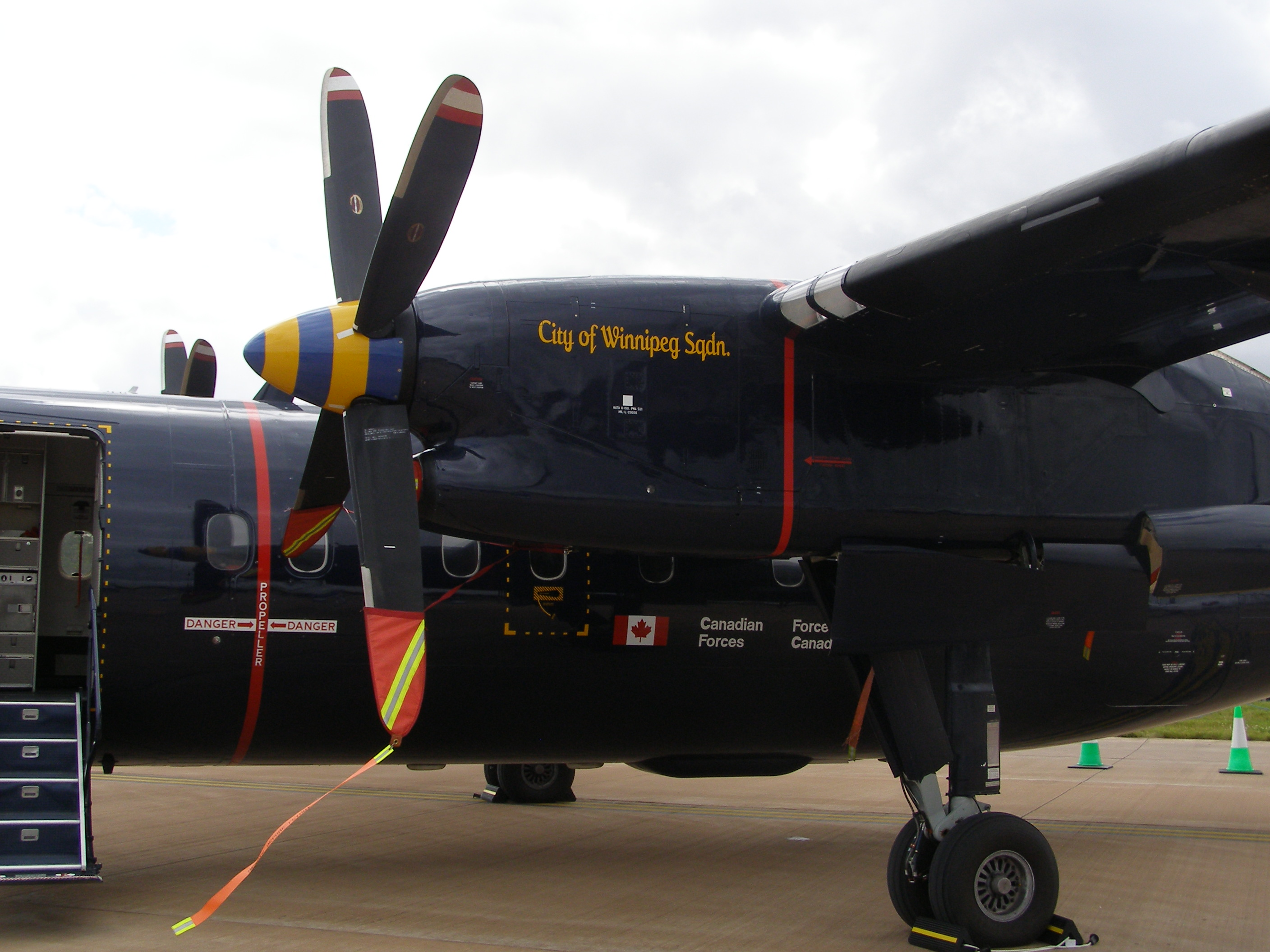
カナダ空軍のCT-142に据え付けられたPW120A

- ボンバルディア CL-415（PW123AF）
- ボンバルディア Q100（PW121）
- ボンバルディア Q200/Q300（PW123）
- ボンバルディア Q400（PW150）
- カナディア CL-215T（PW123AF）
- ドルニエ 328（PW119）
- EADS CASA C-295（PW127G）
- エンブラエル EMB-120 ブラジリア（PW118A）
- フォッカー 50（PW124）
- フォッカー 60（PW127B）
- イリューシン Il-114（PW127H）
- Xian MA60（PW127J）

### その他
- ボンバルディア ジェットトレイン

## 参照
1. 1 2 3 4 5 6 7 8 9 10 11 12 13 14 15 16 17 18 19 20 21 22 23 24 25 26 27 28 29 30 31 32 33 34 35 36 37  Transport Canada Type Certificate Data Sheet
2. 1 2 3 4 5 6 7  ATR 42 72 Aircraft Maintenance Training Manual,chapter 71